# Luis Negrón
Luis Negrón (nacido en 1970 en Guayama, Puerto Rico) es un escritor puertorriqueño.
Su debut fue la colección de relatos cortos Mundo cruel, publicado por primera en 2010, y que desde entonces ha visto cinco ediciones en lengua española. Las historias del libro se centran en la vida gay en el barrio sanjuanense de Santurce. La traducción al inglés, realizada por Suzanne Jill Levine y publicada por Seven Stories Press en 2013, ganó en 2014 el vigésimo sexto Premio Literario Lambda a una obra de ficción. Es la primera obra traducida que ha ganado un Premio Literario Lambda. En este libro, la crítica ha apreciado influencias de escritores como Manuel Puig o Pedro Lemebel.
Recibió la beca Letras Boricuas el 16 de noviembre de 2021 bajo la categoría de ficción. Esta beca fue otorgada a veinte escritores puertorriqueños cuyas obras son categorizadas en diversos géneros tales como: ficción, no ficción creativa, poesía y literatura infantil. 
Negrón también ha sido editor, junto con David Caleb Acevedo y Moisés Agosto, de la antología Los otros cuerpos de autores LGBT puertorriqueños.

## Obra
- Los otros cuerpos: Antología de temática gay, lésbica y queer desde Puerto Rico y su diáspora. (2007, ISBN 0-9773612-8-4)
- Mundo cruel (2010, ISBN 978-1596087798)
- Mundo cruel, traducción al inglés (2013, ISBN 978-1609804183)